# Gornji Lipovčani
Gornji Lipovčani is een plaats in de gemeente Čazma in de Kroatische provincie Bjelovar-Bilogora. De plaats telt 110 inwoners (2001).